# Francisco Largo Caballero

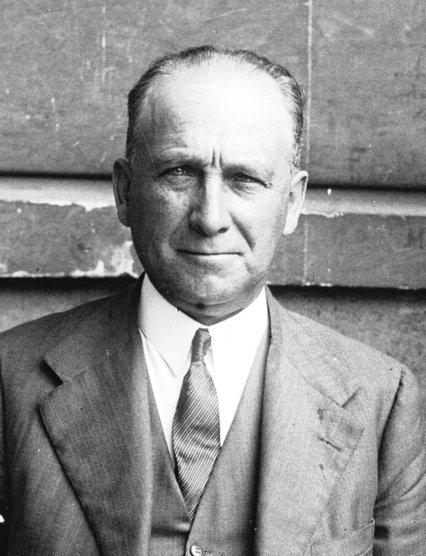
Francisco Largo Caballero (1927)

Francisco Largo Caballero (* 15. Oktober 1869 in Madrid; † 23. März 1946 in Paris) war ein spanischer Politiker und Gewerkschafter. Er war einer der historischen Chefs der sozialistischen Partei PSOE und der Gewerkschaft Unión General de Trabajadores (UGT).

## Leben
Als junger Mann verdiente er sein Geld als Stuckateur. 1890 nahm er am ersten Streik der Bauarbeiter teil und trat 1894 dem PSOE bei. 1905 wurde er zum Stadtrat von Madrid gewählt. 1917 wurde er Abgeordneter des spanischen Parlaments (Cortes). Nach dem Tod des Parteigründers Pablo Iglesias Posse wurde er 1925 dessen Nachfolger an der Spitze der Partei. Bereits seit 1918 war er Generalsekretär der UGT.
Zu Beginn seines politischen Lebens war er moderat in seinen Positionen; er betrieb einen bestimmten Grad an Zusammenarbeit der UGT mit dem diktatorischen Regime von General Miguel Primo de Rivera, die der Gewerkschaft ihr fortdauerndes Funktionieren unter Primo de Riveras Militärdiktatur ermöglichte. Dies war der Beginn seines politischen Konflikts mit Indalecio Prieto, der jeder Art von Zusammenarbeit mit der Diktatur widersprach.
Von 1931 bis 1933 war er Arbeitsminister im ersten Kabinett der Zweiten Spanischen Republik von Niceto Alcalá Zamora und in dem von Manuel Azaña. Bei der Masse der Arbeiter erfreute er sich großer Popularität, die ihre eigene ärmliche Existenz in seinem Lebensweg widergespiegelt sah. Bei den Intellektuellen war er umstritten.
Bei den Wahlen am 9. November 1933 gewann die rechte Confederación Española de Derechas Autónomas (CEDA) die Macht in Spanien. Die Regierung wurde nominell durch den Zentristen Alejandro Lerroux geleitet, war aber von der parlamentarischen Unterstützung der CEDA abhängig. In der Folge gab Largo Caballero seine moderaten Positionen auf, begann von einer sozialistischen Revolution zu sprechen und wurde Sprecher des linken, marxistisch-revolutionären Flügels der UGT und des PSOE. Als im Oktober 1934 drei Minister der CEDA in die Regierung eintraten, war er einer der Führer des glücklosen bewaffneten Aufstands von Arbeitern in Asturien und Katalonien, der von der CEDA-dominierten Regierung gewaltsam niedergeschlagen wurde.

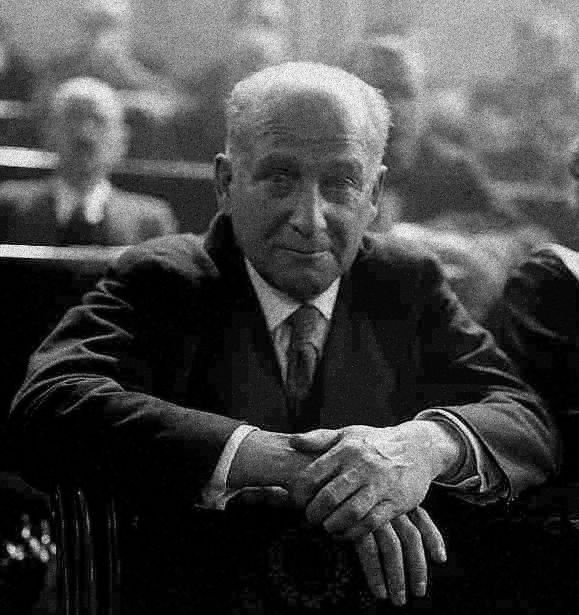
Francisco Largo Caballero

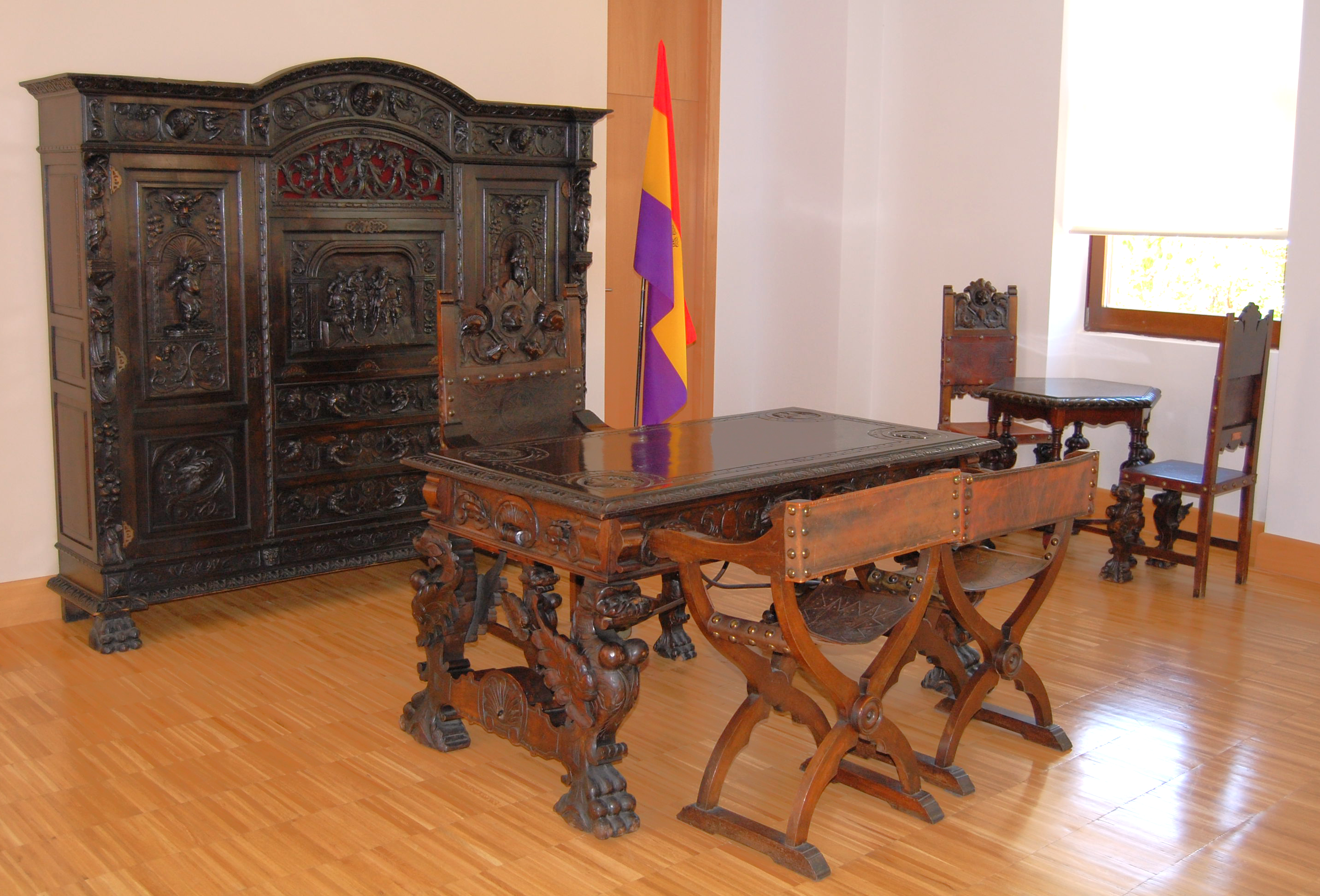
Das Büro von Francisco Largo Caballero befindet sich im Archiv der Arbeiterbewegung in Alcalá de Henares.

Er verteidigte die Allianz mit anderen Arbeiterparteien und Gewerkschaften, wie der Kommunistischen Partei Spaniens (PCE) und der anarchistischen Gewerkschaft Confederación Nacional del Trabajo (CNT). Dies brachte ihn nach dem Sieg dieser Frente Popular in den Wahlen vom Februar 1936 erneut in Konflikt mit Prieto: Manuel Azaña schlug Prieto vor, in die Regierung einzutreten, Largo Caballero aber blockierte diese Versuche einer Zusammenarbeit zwischen dem PSOE und den von den republikanischen Parteien der Frente Popular gebildeten Regierung. Largo Caballero schätzte die Befürchtungen vor einem Staatsstreich gering und sagte voraus, dass, falls ein solcher eintreten würde, er durch einen Generalstreik zu bekämpfen sei, der die Tür zu einer Arbeiterrevolution eröffnen würde.
Das Ereignis trat am 17. Juli 1936 ein, als die Kolonialarmee unter General Francisco Franco und die Rechte putschten. Da sie nicht sofort erfolgreich waren, entwickelte sich der Spanische Bürgerkrieg (1936 bis 1939), in dem die republikanischen Kräfte letztlich unterlagen.
Am 4. September 1936, als sich das Land bereits im Bürgerkrieg befand, wurde Largo Caballero zum Regierungspräsidenten und Kriegsminister ernannt. Er trat für eine Einheit der republikanischen Linken von Sozialisten, Kommunisten, POUM, Anarchosyndikalisten und Linkskatholiken ein. Neben der Kriegsführung und der Gründung der Volksarmee unter einem einheitlichen Kommando richtete er sein Augenmerk speziell auf die Aufrechterhaltung der Disziplin und der Autorität der Regierung innerhalb der republikanischen Zone. Die kleine marxistische Partei Arbeitereinheit POUM und die Anarchosyndikalisten vom CNT wandten sich gegen die Auflösung ihrer Parteimilizen zugunsten der republikanischen Armee, in der sie ihren Einfluss durch die Politoffiziere der ursprünglich relativ unbedeutenden Kommunistischen Partei schwinden sahen. Unter dem Druck Stalins führte der PCE daraufhin zwischen dem 3. und dem 8. Mai 1937 eine Auseinandersetzung (Maiereignisse, „Krieg im Krieg“) mit der linksmarxistischen POUM, die als trotzkistisch diffamiert wurde, und der anarchistischen CNT. Dies nahmen die Kommunisten zum Anlass, eine Regierungskrise zu provozieren und Largo Caballero am 17. Mai zum Rücktritt zu zwingen, was zum zweiten Volksfrontkabinett von Juan Negrín führte, der, ebenfalls Mitglied des PSOE, den Kommunisten näher stand. Die im Herbst 1936 erfolgte weitgehende soziale Revolution wurde zurückgenommen.
Nach der Niederlage der Republik 1939 floh Largo Caballero nach Frankreich, wo er 1942 von den deutschen Besatzungstruppen in Frankreich verhaftet und im KZ Sachsenhausen inhaftiert wurde, bis ihn gegen Ende des Krieges die Rote Armee befreite. Er starb 1946 im Exil in Paris, wo sein Leichnam bis zur Rückführung nach Madrid im Jahre 1978 ruhte.
Die Gewerkschaft UGT benannte ihre Stiftung nach Francisco Largo Caballero.